# Peltolejeunea
Peltolejeunea là một chi rêu trong họ Lejeuneaceae.